# الیزابت بریتون
الیزابت بریتون (انگلیسی: Elizabeth Gertrude Britton؛ ۹ ژانویهٔ ۱۸۵۷ – ۲۵ فوریهٔ ۱۹۳۴) یک گیاه‌شناس اهل ایالات متحده آمریکا بود.